# Алькосер, Максимо
Максимо Алькосер (исп. Maximo Alcocer; 15 апреля 1933 года — 13 мая 2014 года) — боливийский футболист, нападающий. Чемпион Южной Америки по футболу 1963 года.

## Карьера
Всю карьеру нападающий провёл в Боливии. Максимо Алькосер много раз становился чемпионом Боливии. В составе клуба «Хорхе Вильстерманн» принял участие в первом розыгрыше Кубка Либертадорес.

## Карьера в сборной
В 1957 году Максимо Алькосер впервые сыграл за сборную в отборочном турнире чемпионата мира 1958 года. В составе сборной Боливии нападающий принимал участие в чемпионатах Южной Америки 1959 (Аргентина) и 1963 гг. В чемпионате Южной Америки 1963 года нападающий забил 5 голов и помог сборной Боливии выиграть турнир.

## Достижения
- Чемпион Боливии: 1957, 1958, 1959, 1960, 1963
- Чемпион Южной Америки: 1963